# Condado de Montgomery (Missouri)
O Condado de Montgomery é um dos 114 condados do estado americano de Missouri. A sede do condado é Montgomery City, e sua maior cidade é Montgomery City. O condado possui uma área de 1 399 km² (dos quais 7 km² estão cobertos por água), uma população de 12 136 habitantes, e uma densidade populacional de 9 hab/km² (segundo o censo nacional de 2000). O condado foi fundado em 1818.